# Дзвони Лемківщини (часопис)
Дзвони Лемківщини — часопис Всеукраїнського товариства «Лемківщина». Виходить від 29 квітня 1994 як місячник (наклад — 3000), від № 14 1995 р. — як двомісячник (наклад — 1000 примірників). Обсяг — 1 друкарський аркуш. У лютому 1999 вийшло 2 числа літературно-мистецького додатку-альманаху під такою ж назвою.
Мова видання — українська. У кожному номері з 2003 р. на 4-ій «Лемківській» сторінці вміщені матеріали на лемківській говірці. До 2014 вийшло 91 число.
Газета висвітлює життя лемків в Україні, культурно-громадську діяльність лемківських товариств й осередків, публікує спогади краян, документи і факти про депортацію в 1944-1946 рр., офіційні звернення, листи та відповіді урядових чинників, матеріали зборів і конференцій, хроніки новин, поетичні та прозові твори, оголошення та вітання, рисунки і фоторепортажі.
Часопис продовжує традиції лемківської преси, які започаткувала газета «Наш Лемко» у Львові (1934—1939). Розповсюджується в Україні та надсилається лемківським громадам Польщі, Словаччини, США, Канади, Сербії, Хорватії.
Редактори:
- Петро Сорока (1994-1998),
- Ігор Дуда (від 1999).